# ストックホルム国際水問題研究所
ストックホルム国際水問題研究所（ストックホルムこくさいみずもんだいけんきゅうじょ、英語: Stockholm International Water Institute、略称：SIWI）は、スウェーデンのストックホルムに拠点を置く、主に政府資金で運営される財団である。1997年に当時のストックホルム水道会社（Stockholm Vatten AB）の一部として設立され、2008年6月5日に独立した組織となった。その起源は1991年に始まったストックホルム水フェスティバルに遡る。SIWIは、グローバルな水問題に取り組み、科学、政策、実践を統合し、水資源の持続可能な利用と管理のための実践的ソリューションを推進することを目的としている。

## 活動内容
SIWIは、国内外の水資源管理に関する戦略策定や助言を行い、水の市場価格設定による効率的な利用を提唱している。これにより水の過剰消費を抑え、適切な管理を促進することを目指すが、一方で水価格の上昇が家計や企業に負担を強いる可能性も指摘されている。
主なテーマ領域は以下の通り：
- 水資源管理
- 国境を越える水資源の管理
- 水と気候変動
- 水・食糧・エネルギー連関（ネクサス）
- 水経済学

## プログラム

### スウェーデン・ウォーターハウス
スウェーデン・ウォーターハウス（Swedish Water House）は、SIWIが運営するプログラムで、スウェーデン環境省およびスウェーデン外務省の資金提供を受けている。スウェーデンの水関連分野の専門家や組織を結びつけ、国際的なネットワークやパートナーとの連携を促進するネットワークである。

### ウォーター・ガバナンス・ファシリティ
ウォーター・ガバナンス・ファシリティ（Water Governance Facility）は、開発途上国の政府機関やNGOに対し、水資源管理の改善を支援するプログラムである。国連の「世界水開発報告書」（World Water Development Report）の水ガバナンス章の作成にも関与している。

### ストックホルム・ウォーターフロント
SIWIは、四半期ごとに英語で発行される雑誌『ストックホルム・ウォーターフロント』（Stockholm Waterfront）を出版している。この雑誌では、最新の水関連研究、SIWIのプログラムや活動、グローバルな水問題に関するニュースを扱っている。

## 世界水週間
SIWIは、1991年以来毎年8月に『ストックホルム世界水週間』（World Water Week）を主催している。この会議には、研究者、専門家、産業界のリーダー、政治家、NGOや民間企業の代表者など、約2,500人が参加し、グローバルな水問題について議論する。国際的な水問題の主要なフォーラムとして位置づけられている。

## 賞
SIWIは、ストックホルム世界水週間の期間中に以下の賞を授与している：
- ストックホルム水大賞（Stockholm Water Prize）：水資源管理における顕著な貢献を表彰。
- ストックホルム・ジュニア水大賞（Stockholm Junior Water Prize）：若手研究者の水関連プロジェクトを評価。
- スウェーデン・ジュニア水賞（Svenska Juniorvattenpriset）：スウェーデンの若手向け水関連賞。
- ストックホルム産業水賞（Stockholm Industry Water Award）：産業界の水管理への貢献を表彰。
- WASHメディア賞（WASH Media Award）：水供給と衛生協力評議会（WSSCC）と共同で、2年ごとに水・衛生・衛生問題を報道したジャーナリストを表彰[7]。

## 資金
SIWIの主な資金源は、スウェーデン政府およびストックホルム水道会社（Stockholm Vatten AB）である。一部プログラムは、環境省や外務省などの政府機関から追加の資金提供を受けている。